# Holotrichia clypealis
Holotrichia clypealis är en skalbaggsart som beskrevs av Brenske 1896. Holotrichia clypealis ingår i släktet Holotrichia och familjen Melolonthidae. Inga underarter finns listade i Catalogue of Life.